# 格雷姆·里德
格雷姆·里德（英語：Graeme Reid，1948年6月15日—），澳大利亚男子曲棍球运动员。他曾代表澳大利亚参加1972年和1976年夏季奥林匹克运动会曲棍球比赛，其中1976年奥运会获得一枚银牌。